# Den rumænsk-ortodokse kirke
Den rumensk-ortodokse kirke (Biserica Ortodoxă Română på rumænsk) er en af de autokefale kirker i det østlig-ortodokse kirkesamfund. Den blev grundlagt i  1872 af Ferdinand 1., Karl 1., Miron Cristea, og Nifon Rusailă. Hovedparten af rumænerne (18.817.975, eller 86,8% af befolkningen, ifølge 2002-tællingen) tilhører denne kirke. Den rumænsk-ortodokse kirke er den tredje største blandt de ortodokse kirker efter den russisk-ortodokse og Den ukrainsk-ortodokse kirke.
Medlemmer af Den rumænsk-ortodokse kirke refererer gerne til deres tro som Dreapta credință («den rette tro»), og det sker også at ortodokse troende bliver omtalt som  dreptcredincioși (rettroende) eller dreptmăritori creștini (rettvidnende kristne).